# August von dem Knesebeck
Friedrich August Wilhelm von dem Knesebeck (* 18. Januar 1775 auf Böhme bei Walsrode; † 10. Dezember 1842 in Lüneburg) war ein hannoverscher Generalmajor.

## Leben

### Herkunft
Seine Eltern waren Wilhelm Friedrich von dem Knesebeck (* 1737; † um 1779) und dessen Ehefrau Magarethe Juliane, geborene von Hattorf (1747–1809). Sein Vater war Erbherr auf Corvin, Böhme Klein-Eilstorf und Hethorm sowie Oberhauptmann in Mecklenburg-Strelitz.

### Karriere
Nach dem Tod seines Vaters widmete sich die Mutter der Erziehung der Kinder im elterlichen Hause. Knesebeck trat am 18. Mai 1790 als Fähnrich in das 11. Infanterie-Regiment ein, wurde aber gleich auf die Ritterakademie in Brandenburg an der Havel versetzt. Am 26. Juli 1795 wurde er als Premierleutnant in die Leibgarde versetzt. Während des Ersten Koalitionskrieges kämpft er mit dem Regiment in Flandern, foch in der Schlacht bei Famars und vor Nimwegen.
Am 4. Juni 1801 wurde Knesebeck Rittmeister. Nach dem Einmarsch der Franzosen und der Konvention von Artlenburg ging er zur King’s German Legion. Er kam am 16. Oktober 1803 als Rittmeister in das 1. Dragoner-Regiment. Aber am 7. September 1810 verließ er, wie zuvor Albrecht von Estorff (1766–1840), die Legion. Er sollte nach dem Tod seiner Mutter das Erbe antreten, die französische Besatzung drohte anderenfalls damit, alles zu konfiszieren. Das Angebot, in westfälische Dienste zu treten lehnte er ab, 1811 wurde er aber dann Maire des Amtes Walsrode.
Während der Befreiungskriege 1813 wurde er von einer Kosaken-Patrouille gefangen genommen und zum General Wallmoden gebracht. Der übernahm ihn gleich als Major und schickte ihn in das neu formierte Bremen-Verdische Husaren-Regiment. Er kam aber nur beim Gefecht von Sehestedt am 10. Dezember 1813 mit der von ihm befehligten Einheit direkt zum Einsatz.
Am 28. März 1814 wurde er Oberstleutnant und Kommandeur der Landwehr-Regiments Celle. Am 21. August 1820 wurde er zum Verwalter des Klosters St. Michaelis in Lüneburg gewählt, daher verließ die Armee als Oberst. Am 26. Mai 1840 wurde er zur Feier seines 50-jährigen Dienstjubiläums zum Generalmajor befördert. Er starb am 10. Dezember 1842 in Lüneburg.

### Familie
Knesebeck heiratete am 4. Dezember 1801 in Landesbergen Friedrike Amalie von Bothmer (1781–1853) aus dem Hause Landesbergen. Aus der Ehe gingen folgende Kinder hervor:
- Friedrich (1803–1879), Landschaftsdirektor und Mitglied des Herrenhauses

⚭ 1836 Jenny von dem Knesebeck (1810–1838) aus dem Hause Langenapel
⚭ 1840 Julie von dem Bussche (1817–1849) aus dem Hause Streithorst
⚭ 1850 Luise von der Horst (1813–1879)
- Lionel (1807–1848), hannoverscher Hauptmann ⚭ 1842 Franziska von Reden (* 1807)
- Ernst (1809–1869), Generalleutnant, Gesandter in München, Stuttgart und Wien ⚭ Agnes von Linsingen (1820–1893), Dame des Theresienordens
- Julie (1811–1889) ⚭ Wilhelm von Hammerstein (1808–1872), mecklenburgischer Staatsminister
- Auguste (1813–1873) ⚭ 1835 Friedrich Leue († 1852), hannoverscher Regierungsrat
- Bernhard (1817–1887), preußischer Generalmajor ⚭ 1851 Anna Schön (1833–1907)